# Sante Geronimo Caserio
Sante Geronimo Caserio (8. září 1873 Motta Visconti – 16. srpna 1894 Lyon) byl italský anarchista a vrah Sadiho Carnota, prezidenta Třetí Francouzské republiky. Dne 24. června 1894 smrtelně pobodal prezidenta Carnota při odjezdu z banketu, který v časných ranních hodinách následujícího dne svým zraněním podlehl. Caserio svůj čin vysvětlil jako pomstu za to, že prezident nařídil popravit anarchisty Augusta Vaillanta a Émila Henryho. Caserio byl odsouzen k trestu smrti gilotinou, reakcí na atentát byly četné násilné útoky na italské přistěhovalce na mnoha místech Francie.

## Život
Sante Caserio se narodil v Lombardii do rolnické rodiny a měl několik bratrů a sester. Jeho otec byl převozník a pojmenoval ho Geronimo na počest apačského náčelníka. Otec zemřel na pelagru, v té době běžnou nemoc mezi zemědělci, jejichž chudá strava byla často tvořena jen kukuřicí. V deseti letech Sante Caserio opustil rodinný domov a odešel do Milána, kde získal práci jako učeň u pekaře a také první kontakty s anarchisty.
V Miláně vstoupil do malé anarchistické skupiny jménem A pèe (v té době synonymum pro „bez peněz“). Anarchistický básník a intelektuál Pietro Gori na Caseria pamatoval jako na velkorysého člověka, který mezi chudými dělníky a nezaměstnanými rozděloval chléb a i přes svůj skrovný plat tiskl anarchistické letáky. V roce 1892 byl odsouzen na osm měsíců do vězení za šíření anarchistických materiálů. V osmnácti letech byl nucen uprchnout z Itálie a poté co byl prohlášen za dezertéra odešel do Švýcarska, kde hledal práci jako pekař. 21. července 1893 se přestěhoval do Lyonu kde pracoval jako kurýr.

## Soud a poprava
U soudu Caseiro popsal detailně průběh atentátu:
Slyšel jsem "Marseillaise" a výkřiky "Viva Carnot!" Viděl jsem přijíždět jezdectvo. Pochopil jsem že přišla ta chvíle a byl jsem připraven. Když jsem uviděl prezidentův kočár, vytáhl jsem dýku a pouzdro odhodil pryč. Ve chvíli kdy mě míjel jsem vyskočil vpřed na schod kočáru, levou rukou jsem se jej držel a pravou jsem zabořil dýku do prezidentovy hrudi.  
A vzkázal všem zúčastněným:
Pokud tedy proti nám mohou vladaři použít zbraně, pouta a vězení, musíme my anarchisté naše životy bránit. Musíme v takovém případě dodržovat naše zásady? Ne. Naopak, naše odpověď vladařům bude dynamit, nože a dýky. Ve zkratce, musíme udělat všechno možné pro zničení buržoazie a vlády. Vy, zástupci buržoazní třídy, jestli chcete mou hlavu, vemte si ji!
Nikdy se své činy nesnažil zapírat nebo žádat soudce o milost. Byla mu nabídnuta možnost soudit ho jako duševně chorého, výměnou za to, že prozradí jména svých kompliců, ale to odmítl. Policii řekl: „Caserio je pekař, ne práskač.“ Caserio byl popraven gilotinou v Lyonu přesně v 5 hodin ráno dne 16. srpna 1894. Už když měl hlavu pod gilotinou, zvolal: „Coraggio cugini – evviva l'anarchia!“ („Odvahu, bratranci – ať žije anarchie!“)